# Fondo de inversión saudí-jordano
El Fondo de inversión saudí-jordano (en inglés: The Saudi Jordanian Investment Fund Company, sigla SJIF) es un fondo de inversión atípico, promocionado por los gobiernos de Arabia Saudita y Jordania, con el objetivo de invertir en proyectos de infraestructuras y sectores tecnológicos exclusivamente de Jordania con capital saudí. Su fórmula legal es el de una compañía pública de capital inversión registrada como Fondo de Inversiones en Jordania por la Ley número 16 de 2016, con un compromiso a largo plazo de multiinversiones en activos de Jordania, bajo ciertas condiciones. Por un lado se busca la rentabilidad económica, dentro de la Saudi Arabia’s Vision 2030 o Estrategia Saudita 2030, pero por otra parte se persigue una sucesión de impactos en el desarrollo económico de Jordania.

## Historia
La compañía se formó en el año 2017 como desarrollo de la ley y del proceso institucional entre Arabia Saudita y Jordania con un capital inicial de 7.100.000 JOD. El principal accionista de la compañía es el Fondo público de inversión de Arabia Saudita (Public Investment Fund of Saudi Arabia), que es propietaria del 90% de la compañía de inversión. El 10% restante del capital se reparte entre 16 bancos jordanos.
En enero de 2020, la junta general del Fondo de Inversiones de Arabia Saudita informó del aumento del capital autorizado de la compañía por un total de 100 millones de JOD, tras una reunión general extraordinaria. La reunión fue presidida por Hisham Attar, presidente de SJIF, y asistieron los accionistas de la compañía, su Junta Directiva y la alta gerencia, así como el contralor general de Compañías y sus auditores externos, Ernst & Young.